# Ma Tovou
 (juillet 2025).
Si vous disposez d'ouvrages ou d'articles de référence ou si vous connaissez des sites web de qualité traitant du thème abordé ici, merci de compléter l'article en donnant les références utiles à sa vérifiabilité et en les liant à la section « Notes et références ».
Ma Tovou est un verset biblique, (he) מה טובו אוהליך יעקב, משכנותיך ישראל, « Ma tovou ohalé'ha Ya'akov, michkénoté'ha Israël », soit : « Qu'elles sont belles tes tentes Jacob, tes habitations Israël » (Nombres 24, 5), que certains juifs ont l'habitude de réciter au moins une fois par jour à leur entrée à la synagogue, en y ajoutant un verset des Psaumes : « Vaani bérov 'hasdé'ha, avo vété'ha, echta'havé el hé'hal kodché'ha béyir'até'ha », « Et moi dans la grandeur de ta bonté, je viendrai à ta maison, je me prosternerai vers ton sanctuaire de sainteté dans ta crainte » (Psaumes 5, 8). Le verset de Ma tovou a en fait été prononcé par Balaam, prophète non-juif, qui voulait maudire Israël avant sa conquête de la terre de Canaan, mais Dieu, selon le récit biblique, a transformé sa malédiction en bénédiction.